# Російська Антарктична експедиція

Антарктика

Російська Антарктична експедиція (РАЕ) (рос. Российская Антарктическая экспедиция, РАЭ) — безперервно працююча експедиція Арктичного і Антарктичного науково-дослідного інституту Федеральної служби по гідрометеорології та моніторингу навколишнього середовища Росії. У експедиції беруть участь зимівники, які проводять в Антарктиці близько року, і сезонні загони, що працюють влітку.
Російська Антарктична експедиція є наступницею Радянської Антарктичної експедиції, що працювала з 1955 року. РосАЕ є учасником підпрограми «Вивчення та дослідження Антарктики» російської федеральної цільової програми «Світовий океан».
Восени 2011 року почалася 57-я сезонна експедиція. На п'яти постійних і декількох сезонних полярних станціях працює понад 200 осіб постійного і сезонного персоналу. Ведуться роботи по перенесенню головної бази експедиції зі станції «Мирний» на станцію «Прогрес».